# Jean-Joseph Sue
Jean-Joseph Sue (París, 13 de gener, 1760 - idem. 21 d'abril, 1830), fou un metge i cirurgià francès de l'època napoleònica. Era fill de Jean-Joseph Sue (1710-1792), pare del famós novel·lista Eugène Sue i germà de Pierre Sue.
Va ser deixeble del seu pare i va obtenir el títol el 1781. Cirurgià major de la guàrdia nacional el 1792, va ser després facultatiu de l'Hospital militar de Courbevoie i el 1809 metge en cap de la guàrdia imperial. En aquest concepte va prendre part en la campanya de Rússia de 1812, però va haver de tornar a França a conseqüència d'una greu malaltia, sent després metge-cap de la casa militar del rei; el 1819 professor d'anatomia; el 1821 individu de l'Acadèmia de Medicina, i el 1824, metge del rei.

## Publicà
- De oesophagotomia (1781);
- Recherchers physiologiques et expériences sur la vitalité (París, 1797);
- Essai sur la physiognomonie des corps vivants, depuis l'homme jusqu'à la plante (París, 1797);
- Opinion du citoyen Sue sur le suplice de la guillotine.